# Vör

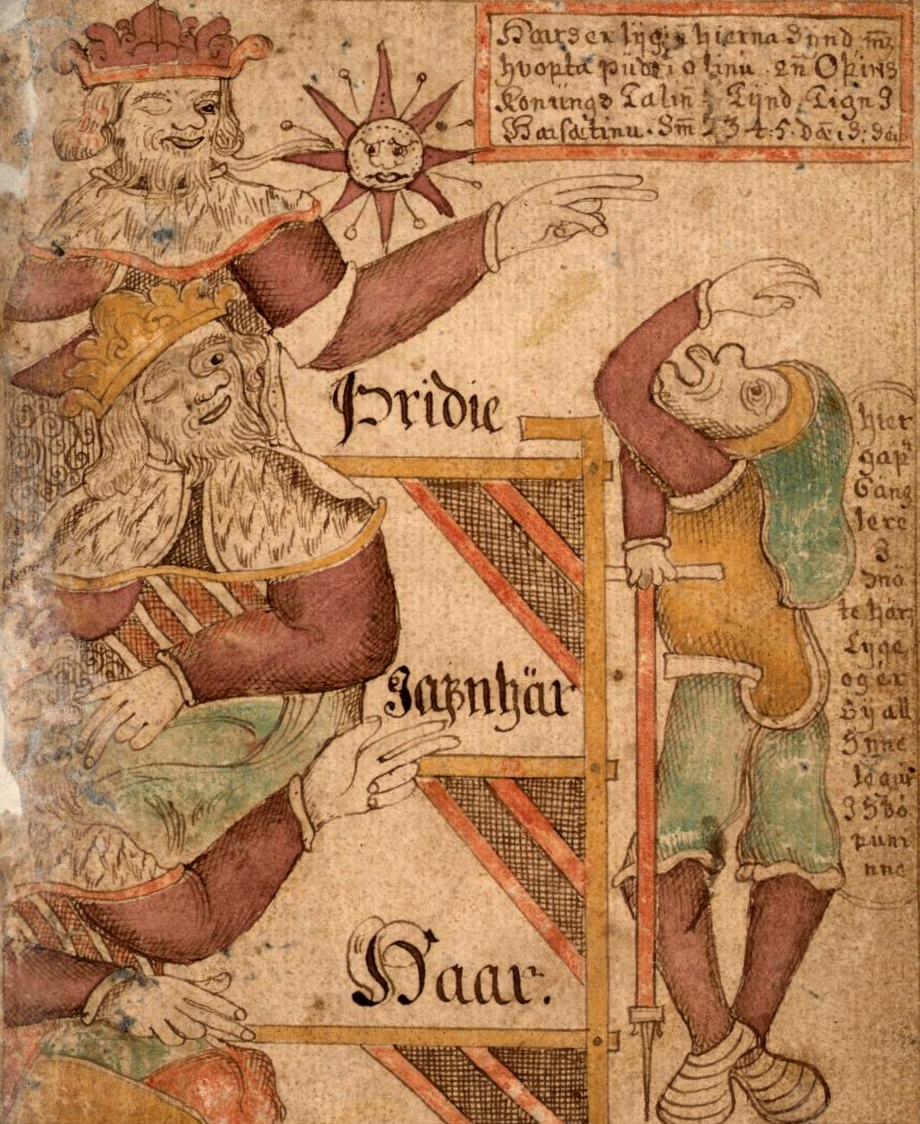
Gylfi mentre parla con i tre presunti re degli Asi. È il secondo re che gli menziona Vör.

Vǫr è una dèa della mitologia norrena associata alla saggezza. Appartiene alla stirpe degli Asi.
Il suo nome deriva probabilmente dall'aggettivo varr, che al femminile fa appunto vǫrr: "accorto", "vigile", "consapevole".
È citata solo nell'Edda in prosa dove Snorri Sturluson la descrive tanto saggia e attenta che nulla le sfugge, nonché in un paio di kenning in poesie scaldiche.

## Menzioni
IL capitolo trentacinquesimo dell'Edda, il Gylfaginning, fornisce una breve descrizione delle sedici Asinie, le dee della stirpe degli Asi. Vǫr viene nominata dal secondo sovrano:
(Gylfaginning, 35k)
Nella seconda parte dell'Edda in prosa, lo Skáldskaparmál, al capitolo 75, Vör appare in una lista di 27 ásynjur.

## Interpretazioni
Secondo lo studioso Rudolf Simek è incerto se Vǫr fosse una dea come attestato nell'Edda e che la connessione etimologica tra Vǫr e vǫrr (in norreno "vigile") sia corretta. Nello stesso lavoro, Simek scrive che le dee Sága, Hlín, Sjǫfn, Snotra, Vár e Vǫr dovrebbero essere vagamente definibili come figure "dovrebbero essere viste come divinità protettive femminili", responsabili in "specifiche sfere della vita privata" con chiare differenze fra una e l'altra, quindi il loro ruolo era "simile a quello delle matrone".
A tali osservazioni si aggiunge quelle dello studioso Andy Orchard: "L'interpretazione etimologizzante di Snorri è scarsamente profonda, sicché se ne potrebbe conseguire che non ebbe accesso ad ulteriore materiale" e che i riferimenti a Vǫr in ogni caso rari.